# Iko Uwais
Iko Uwais, urodzony jako Uwais Qorny (ur. 12 lutego 1983 w Dżakarcie) – indonezyjski aktor, kaskader i choreograf sztuk walki.
Najbardziej znany z ról w Merantau (2009), Raid (2012) i Raid 2: Infiltracja (2014).
Żonaty z piosenkarką Audy Item od 2012. Mają córkę Atreya Syahla Putri Uwais.

## Kariera
Został zauważony przez reżysera Garetha Evansa w 2007 roku podczas kręcenia filmu dokumentalnego o tradycyjnych sztukach walki (pencak silat) w sali treningowej Uwaisa. Naturalna charyzma oraz dobra prezencja przed kamerą zaowocowały główną rolą w filmie Merantau. Następnie aktor podpisał pięcioletni kontrakt z Evansem i jego firmą produkującą filmy.

## Filmografia
| Rok  | Tytuł                                                            | Rola           | Uwagi                              |
| ---- | ---------------------------------------------------------------- | -------------- | ---------------------------------- |
| 2009 | Merantau                                                         | Yuda           |                                    |
| 2012 | Raid                                                             | Rama           | był także choreografem walk        |
| 2013 | Człowiek Tai Chi (Man of Tai Chi)                                | Gilang Sanjaya |                                    |
| 2014 | Raid 2: Infiltracja (The Raid 2)                                 | Rama           | był także choreografem walk        |
| 2015 | Gwiezdne wojny: Przebudzenie Mocy (Star Wars: The Force Awakens) | Razoo Qin-Fee  |                                    |
| 2016 | Headshot                                                         | Ishmael/Abdi   |                                    |
| 2017 | Beyond Skyline                                                   | Sua            | był także choreografem scen akcji  |
| 2018 | Eskorta (Mile 22)                                                | Li Noor        | był także współchoreografem walk   |
| 2018 | Przychodzi po nas noc (The Night Comes for Us)                   | Arian          | Pył także koordynatorem scen akcji |
| 2019 | Stuber                                                           | Oka Tedjo      | był także choreografem walk        |
| 2019 | Potrójne zagrożenie (Triple Threat)                              | Jaka           |                                    |
| 2021 | Snake Eyes: Geneza G.I.Joe (Snake Eyes)                          | Hard Master    |                                    |
| 2022 | Pięść zemsty (Fistful of Vengeance)                              | Kai Jin        |                                    |
| 2023 | Niezniszczalni 4 (Expend4bles)                                   | Suarto         |                                    |